# Phạm Minh phi (Lê Thánh Tông)
Phạm Minh phi (chữ Hán: 范明妃; 1448 – 1498), không rõ tên thật, là một phi tần của hoàng đế Lê Thánh Tông. 

## Tiểu sử
Minh phi sinh năm 1448, là người huyện Lương Giang, con gái của Đô đốc Khang Vũ bá Phạm Phạm Văn Liêu (范文遼). Ông nội của bà là Đô đốc Đồng tri Phạm Thánh. Bà được tuyển vào cung vào tháng 7 năm Quang Thuận thứ 2 (1461), và đến tháng 9 thì được phong làm Tiệp dư, đứng đầu Lục chức.
Tháng 7 năm Quang Thuận thứ 4 (1463), bà sinh người con gái đầu lòng tên Oánh Ngọc (莹玉). Đây là hoàng nữ thứ hai của Lê Thánh Tông và được phong làm Ý Đức công chúa (懿德公主). Đến tháng 11 cùng năm Phạm thị được thăng làm Sung dung. Tháng 7 hai năm sau (1465), bà tiếp tục được thăng làm Tu viên, đứng thứ 6 trong Cửu tần. Sau đó, Phạm Tu viên lần lượt sinh hai người con là Tống vương Lê Tung (黎鏦) vào đầu tháng 9 năm 1466 và Lan Minh công chúa Lan Khuê (兰明公主 兰圭) vào tháng 7 năm 1470. Một năm sau khi sinh Lan Khuê, bà được thăng làm Chiêu viên, bậc thứ 3 trong Cửu tần.
Tháng 11 năm Hồng Đức thứ 8 (1477), bà chính thức được phong làm Minh phi, chuyển đến Thụy Đức cung. Lúc bấy giờ, bà đứng hàng thứ 2 trong Tam phi, sau Nguyễn Quý phi và trên Nguyễn Kính phi. Bà giữ tước vị Minh phi suốt hơn 20 năm cho đến khi Lê Thánh Tông băng hà vào năm 1798. Theo quy chế, các phi tần như bà đều phải dời đến Thiên An cung. Không lâu sau khi dời cung thì bà bệnh nặng rồi qua đời. Sau khi bà mất, Hiến Tông ban số tiền an ủi là 27 vạn và kính trọng mai táng bà ở cánh đồng Linh Hòa, thuộc quê nhà huyện Lương Giang.